# Columbisoga taiwanensis
Columbisoga taiwanensis är en insektsart som först beskrevs av Frederick Arthur Godfrey Muir 1917.  Columbisoga taiwanensis ingår i släktet Columbisoga och familjen sporrstritar. Inga underarter finns listade i Catalogue of Life.